# Trusîlivka, Krasîliv
Trusîlivka (în ucraineană Трусилівка) este un sat în comuna Ledeanka din raionul Krasîliv, regiunea Hmelnîțkîi, Ucraina.

## Demografie
Componența lingvistică a localității Trusîlivka
     Ucraineană (98,97%)
     Alte limbi (0,52%)
Conform recensământului din 2001, majoritatea populației localității Trusîlivka era vorbitoare de ucraineană (98,97%), existând în minoritate și vorbitori de alte limbi.